# Vespula rufosignata
Vespula rufosignata är en getingart som beskrevs av Siegfried Eck 1998. Vespula rufosignata ingår i släktet jordgetingar, och familjen getingar. Inga underarter finns listade i Catalogue of Life.